# Молитор, Карл
Карл Молитор (нем. Karl Molitor, 29 июня 1920, Венген, Швейцария — 25 августа 2014, Гриндельвальд, Швейцария) — швейцарский горнолыжник, двукратный призёр зимних Олимпийских игр в Санкт-Морице (1948).

## Спортивная карьера
Родился в семье сапожника и владельца специализированного спортивного магазина. Его способности к горным лыжам проявились ещё в раннем детстве. Показывал хорошие результаты, как в прыжках с трамплина, так и в горнолыжных дисциплинах. В 19 лет выиграл соревнования в Лауберхорне и Мюррене. В 1939 г. был третьим в скоростном спуске на чемпионате мира в польском Закопане (1939): в том же году стал чемпионом Швейцарии в той же дисциплине.
Во время Второй мировой войны в условиях фактического прекращения международных соревнований он добился целого ряда побед на национальном уровне. В частности, в 1942 г. выиграл слалом и зимнюю комбинацию на Гран-при в Межеве. В Лауберхорне в период с 1939 по 1947 г. он шесть раз побеждал в скоростном спуске, дважды в слаломе и трижды — в общем зачете. На чемпионатах страны он выиграл восемь титулов: дважды в скоростном спуске (1946), трижды — в слаломе (1942, 1946, 1948) и трижды — в комбинации (1945, 1946, 1948). В 1947 г. он провел два месяца в Соединенных Штатах, где после нескольких побед в отдельных дисциплинах стал чемпионом в общем зачете.
На зимних Олимпийских играх в Санкт-Морице (1948) стал серебряным призёром в комбинации и бронзовым — в скоростном спуске. В слаломе спортсмен стал восьмым. На состоявшемся вскоре там же чемпионате Швейцарии он победил в слаломе и комбинации и принял решение о завершении карьеры. Однако до середины 1950-х гг. иногда принимал участия в горнолыжных соревнованиях.
По окончании спортивной карьеры возглавил спортивный магазин своих родителей и предприятие по производству лыжных ботинок. Через некоторое время вернулся в спорт в роли функционера, являлся членом комитета по скоростному спуску и слалому Международной федерации лыжного спорта (FIS). В 1952 г. стал президентом горнолыжного клуба Венген и в течение 35 лет директором соревнований в Лауберхорне. В 1986 г. он передал управление бизнесом своему сыну Рико.